# Ривербенд (Монтана)
Ривербенд (енгл. Riverbend) насељено је место без административног статуса у америчкој савезној држави Монтана.

## Демографија
По попису из 2010. године број становника је 484, што је 42 (9,5%) становника више него 2000. године.
| Група             | 2000.       | 2010.       |
| Белци             | 398 (90,0%) | 452 (93,4%) |
| Афроамериканци    | 1 (0,2%)    | 1 (0,2%)    |
| Азијати           | 1 (0,2%)    | 5 (1,0%)    |
| Хиспаноамериканци | 6 (1,4%)    | 8 (1,7%)    |
| Укупно            | 442         | 484         |